# Salitrillos
Salitrillos – dystrykt w Kostaryce, w kantonie Aserrí, w prowincji San José.

## Historia
Dystrykt Salitrillos powstał na mocy Decreto 27928-G dnia 22 kwietnia 1999 roku.

## Geografia
Salitrillos ma powierzchnię 14,35 kilometrów kwadratowych i leży na wysokości 1 323 m n.p.m..

## Demografia
Według spisu z 2011 roku dystrykt Salitrillos liczył 13 676 mieszkańców.

## Transport

### Transport drogowy
Przez dystrykt Salitrillos biegną następujące drogi krajowe:
- Droga krajowa nr 209
- Droga krajowa nr 304